# Artesunat
L'artesunat (AS) és un medicament utilitzat per tractar la malària. Es prefereix la forma intravenosa a la quinina per a la malària greu. Sovint s'utilitza com a part de la teràpia combinada, com l'artesunat amb mefloquina. No s'utilitza per prevenir la malària. L'artesunat es pot administrar mitjançant injecció en una vena, injecció en un múscul, per via oral i per recte.
Els efectes secundaris més freqüents inclouen insuficiència renal que pot requerir diàlisi, hemoglobinúria (presència d'hemoglobina a l'orina) i icterícia.
L'artesunat és generalment ben tolerat. Els efectes secundaris poden incloure batecs cardíacs lents, reacció al·lèrgica, marejos i nivells baixos de glòbuls blancs. Durant l'embaràs sembla ser una opció més segura, tot i que els estudis amb animals han trobat danys en el nadó. És probable que s'utilitzi bé durant la lactància materna. Es troba a la classe de medicaments artemisinina.
Artesunate va ser desenvolupat per Liu Xu el 1977. Es troba a la llista de Medicaments essencials de l'Organització Mundial de la Salut.